# Tour of Qatar 2016
Tour of Qatar 2016 var den 15. udgave af cykelløbet Tour of Qatar. Den første etape startede mandag 8. februar 2016 fra Dukhan og gik 176 km til Al Khor. Løbet blev afsluttet fem etaper senere i Doha 12. februar 2016. Løbet var del af UCI Asia Tour 2016 og blev vundet af briten Mark Cavendish fra Dimension Data.

## Hold og ryttere
| World Tour-hold                                                                                                   | Professionelle kontinentalhold | Kontinentalhold |
| --- | --- | --------------- |
| - Ag2r-La Mondiale - Astana - BMC - Dimension Data - Giant-Alpecin - Team Katusha - Lampre-Merida - LottoNL-Jumbo | - Bora-Argon 18 - CCC Sprandi Polkowice - Drapac - Fortuneo-Vital Concept - Roompot Oranje Peloton - Stölting Service Group - Topsport Vlaanderen-Baloise - UnitedHealthcare - Wanty-Groupe Gobert | - Skydive Dubai |

### Danske ryttere
- Michael Mørkøv kørte for Team Katusha
- Søren Kragh Andersen kørte for Team Giant-Alpecin
- Alexander Kamp kørte for Stölting Service Group
- Mads Pedersen kørte for Stölting Service Group
- Michael Reihs kørte for Stölting Service Group
- Michael Carbel kørte for Stölting Service Group

## Etaperne
| Etape    | Dato     | Start – Mål                     | type        | Afstand (km) | Etapevinder          | Førende rytter       |
| -------- | -------- | ------------------------------- | ----------- | ------------ | -------------------- | -------------------- |
| 1. etape | 8. feb.  | Dukhan – Al Khor                | flad etape  | 176          | Mark Cavendish       | Mark Cavendish       |
| 2. etape | 9. feb.  | Doha – Doha                     | flad etape  | 135          | Alexander Kristoff   | Mark Cavendish       |
| 3. etape | 10. feb. | Lusail – Lusail                 | enkeltstart | 11           | Edvald Boasson Hagen | Edvald Boasson Hagen |
| 4. etape | 11. feb. | Al Zubarah – Madinat ash Shamal | flad etape  | 189          | Alexander Kristoff   | Mark Cavendish       |
| 5. etape | 12. feb. | Sealine Beach Resort – Doha     | flad etape  | 114          | Alexander Kristoff   | Mark Cavendish       |

## Trøjernes fordeling gennem løbet
| Etape  | Vinder               | Førertrøjen ·        | Pointtrøjen ·      | Ungdomstøjen ·       | Holdkonkurrencen |
| ------ | -------------------- | -------------------- | ------------------ | -------------------- | ---------------- |
| 1      | Mark Cavendish       | Mark Cavendish       | Mark Cavendish     | Søren Kragh Andersen | BMC Racing Team  |
| 2      | Alexander Kristoff   | Mark Cavendish       | Mark Cavendish     | Sven Erik Bystrøm    | Team Katusha     |
| 3      | Edvald Boasson Hagen | Edvald Boasson Hagen | Mark Cavendish     | Søren Kragh Andersen | BMC Racing Team  |
| 4      | Alexander Kristoff   | Mark Cavendish       | Alexander Kristoff | Søren Kragh Andersen | BMC Racing Team  |
| 5      | Alexander Kristoff   | Mark Cavendish       | Alexander Kristoff | Søren Kragh Andersen | BMC Racing Team  |
| Samlet | Samlet               | Mark Cavendish       | Alexander Kristoff | Søren Kragh Andersen | BMC Racing Team  |

## Resultater
|    | Rytter               | Hold               | Tid      |
| -- | -------------------- | ------------------ | -------- |
| 1  | Mark Cavendish       | Dimension Data     | 13:47.23 |
| 2  | Alexander Kristoff   | Team Katusha       | + 0.05   |
| 3  | Greg Van Avermaet    | BMC Racing Team    | + 0.08   |
| 4  | Manuel Quinziato     | BMC Racing Team    | + 0.12   |
| 5  | Edvald Boasson Hagen | Dimension Data     | + 0.25   |
| 6  | Søren Kragh Andersen | Team Giant-Alpecin | + 0.36   |
| 7  | Sam Bennett          | Bora-Argon 18      | + 0.47   |
| 8  | Sven Erik Bystrøm    | Team Katusha       | + 0.55   |
| 9  | Vjatjeslav Kuznetsov | Team Katusha       | + 0.57   |
| 10 | Michael Schär        | BMC Racing Team    | + 1.04   |